# Rodrigue Bongongui
Rodrigue Bongongui né le 7 février 1993 à Yaoundé, est un footballeur congolo-camerounais. Il évolue au poste d'attaquant.

## Biographie

### Jeunesse et formation
Né au Cameroun, Rodrigue Bongongui arrive en France à l'âge de 8 ans où son père d’origine congolaise travaille à l'aéroport de Roissy. Il acquiert par la suite la nationalité française à sa majorité.
Il grandit ensuite à Bondy, où il joue au foot avec l'AS Bondy. C'est à cette occasion qu'il croise notamment le chemin de celui qui est déjà à l'époque vu comme le jeune prodige du club : Kylian Mbappé.
Bongongui fait alors également partie des meilleurs espoirs du club séquano-dionysiens, faisant également un essai à l'INF Clairefontaine.

### Carrière professionnelle

#### Premiers pas dans le football français
Il passe ensuite par le CS Sedan Ardennes, où il commence à se faire une place dans l'équipe professionnelle lors de la saison 2012-2013. Mais alors qu'il est sur le point de signer son premier contrat, le club est relégué et dépose le bilan.
C'est en ces circonstances qu'il rentre en Île-de-France pour évoluer avec le Paris FC. Il contribue à faire monter le club en ligue 2 deux fois Mais le sort lui fait à nouveau des siennes lors de la deuxième fois, et Bongongui enchaîne les blessures, ne lui permettant pas de confirmer une place de titulaire à laquelle il semblait être promis.

#### Essor avec Les Herbiers
En quête d'une autre équipe où s'imposer, il atterrit au Vendée Les Herbiers Football en championnat national. Et si la saison en championnat ne connaît pas une issue heureuse, le club vendéen fait un parcours remarqué en Coupe de France, atteignant la finale de la compétition. Les Herbiers s'inclinent 2-0 à ce stade face aux champions en titre du PSG – dans ce qui aura été une des finales les plus déséquilibrées de l'histoire de la coupe – gravant néanmoins leur nom dans l'histoire du football vendéen.
Rodrigue Bongongui joue un rôle central dans l'épopée des Herbiers: titulaire sur l'aile droite il marque quatre buts et délivre deux passes décisives. Il est notamment l'auteur d'un doublé décisif lors de a victoire 2-1 contre le club de Saint-Lô en 16e de finale, puis en demi-finale il fait à Florian David la passe décisive pour le but du 1-0 contre le FC Chambly.
En finale de la coupe, il retrouve notamment le bondynois Kylian Mbappé, une quinzaine d'années après leurs premiers pas en Seine-Saint-Denis. Meilleur buteur de son équipe en Coupe, Bongongui partage également avec Mbappé la deuxième place du podium des meilleurs buteurs de la compétition.
Mais malgré ce point culminant au Stade de France, la saison des Herbiers se termine par un relégation en National 2 ; plusieurs joueurs quittent ainsi le club, et Bongongui se tourne vers la Croatie, où il rejoint le Slaven Belupo à Koprivnica.

## Palmarès
Les Herbiers
- Coupe de France
  - Finaliste : 2018